# 9531 Jean-Luc
9531 Jean-Luc eller 1981 QK är en asteroid i huvudbältet som upptäcktes den 30 augusti 1981 av den amerikanske astronomen Edward L.G. Bowell vid Anderson Mesa Station. Den är uppkallad efter astronomen Jean-Luc Margot.
Asteroiden har en diameter på ungefär 4 kilometer.